# دانيال د. بروس
دانيال د. بروس (بالإنجليزية: Daniel D. Bruce)‏ هو عسكري أمريكي، ولد في 18 مايو 1950 في ميشيغان سيتي في الولايات المتحدة، وتوفي في 1 مارس 1969 في محافظة كوانغ نام في فيتنام.